# 丁硼烷
丁硼烷，更准确地说是丁硼烷(10)或网式丁硼烷，是第一种获得分类（斯多克和马塞内茨，1912年）及分离出来（阿尔弗雷德·霍克）的硼烷。它的沸点相对较低，只有18°C，在室温下沸腾。丁硼烷有毒并有恶臭味。丁硼烷的热稳定性较差。

## 物理性质
丁硼烷又叫“四硼烷”，沸点在1.0133bar下(1bar=105Pa)为13℃，在0.516Pa下为0℃。密度为0.56g/cm3(-25℃，液态)和0.70g/cm3（固态）。
丁硼烷在水中的溶解度很小，可飘浮在冷水中缓慢地水解，但不如乙硼烷那样容易水解。丁硼烷可任意溶解在C6H6和CS2中。

## 安全
因为它很容易被空气氧化，所以必须储存在真空中。丁硼烷与空气、氧气或硝酸接触即会燃烧。包括丁硼烷在内的几乎所有硼烷被认为有剧毒，并对生物体有强烈的损害。一项使用兔子和老鼠的毒性丁硼烷研究证实了这一点。

## 制备
- 丁硼烷可由硼化锰、硼化铝或硼化铍与酸反应来制备。硼化锰的水解、卤化硼的高温加氢和乙硼烷的热解也可以获得丁硼烷。

- 硼化锰的水解是最早获得较高产率（14%）丁硼烷的反应之一。硼化锰酸解时最有效的酸是磷酸，而不是酸性更强的盐酸和硫酸。卤化硼在金属氢化物存在下的高温加氢还原也可获得丁硼烷。[4]
- 丁硼烷可以通过热解乙硼烷的方法制备[2] ：

2 B2H6 → B4H10 + H2
也可以在大量氢气中，与100℃和五硼烷-11（B5H11）反应10分钟得到 ：
B5H11 + H2(大量) → B4H10 + 1/2 B2H6
- 还有一种方法，通过金属钠和碘代乙硼烷的反应制备：

2 B2H5I + 2 Na → B4H10 + 2 NaI 